# Пурпурная кохоа
Пурпурная кохоа (лат. Cochoa purpurea) — вид воробьиных птиц из семейства дроздовых. Обитает в субтропических и тропических лесах Азии. Это тихий и сложный для изучения из-за пугливости вид птиц, который считается родственным дроздам семейства Turdidae или Muscicapidae (мухоловкам Старого Света). Они водятся в тёмных лесных массивах в пологе, где часто сидят неподвижно.

## Внешний вид и строение
Птица кажется тёмной в тени леса, и становится возможным различить цвета её оперения только тогда, когда её освещает солнце. Верхняя часть головы серебристо-синяя, а по глазам проходит чёрная «маска». У основания чёрных маховых перьев на крыльях имеется заметное серое пятно. Хвост серебристо-синий с чёрной полосой на конце. У самца сероватое тело, тускло-пурпурно-серые второстепенные и кроющие перья, у самки они рыжие, там где у самца пурпурные.
Название рода происходит от непальского слова, обозначающего птицу, оно использовалось Брайаном Хоутоном Ходжсоном. Не до конца ясно, к какому семейству относится род Cochoa. Некоторые источники предполагают, что он принадлежит к Muscicapidae, в то время как другие относят его к семейству Turdidae. Последнее предположение нашло большую поддержку в недавних молекулярных исследованиях.

## Распространение и среда обитания
Представители вида встречаются в Бангладеш, Бутане, Китае, Индии, Лаосе, Мьянме, Непале, Таиланде и Вьетнаме. В Индии этот вид обитает вдоль Гималаев с западной границей примерно в 100 км к западу от Мусури.
Естественная среда обитания — субтропические или тропические влажные равнинные леса и субтропические или тропические влажные горные леса.

## Поведение и экология
Вид малоактивен и обитает, в основном, в пологе. Сезон размножения длится с мая по июль, когда птицы строят чашеобразное гнездо в развилке ветвей. Гнездо покрыто мхом, лишайниками и белым нитевидным грибом, который является его отличительной чертой. Самка откладывает три бледно-зелёных яйца с пятнистыми отметинами, и их представители обоих полов насиживают по очереди. Будучи в гнезде, птицы пугливы и улетают, даже если раздражитель находится далеко. Песня состоит из тихого свиста, в то время как другие звуки включают в себя звуки «сит» и тихие «трррс». Чарльз Инглис сообщил, что представители вида издают свистящий крик, похожий на «иору», по утрам и вечерам. Эти птицы питаются ягодами, насекомыми и моллюсками. Во время сбора фруктов с деревьев было замечено, что они вели себя как мухоловки, совершающая короткие броски за добычей.